# Таисия Египетская
Таи́сия Египетская (V век) — христианская святая. Память в Православной церкви совершается 10 мая по юлианскому календарю.

## Жизнеописание
Таисия, дочь благочестивых родителей, осталась сиротой, и всё своё состояние тратила на благотворительность, в том числе позволяла монахам оставаться у себя в доме. Её состояние истощилось, она связалась с дурными людьми и перестала вести христианскую жизнь. Монахи, узнав об этом, отправили авву Иоанна Колова помочь Таисии, в память о сделанном ею добре.

Войдя в дом, старец сел близ Таисии; затем, посмотрев на лицо её и глубоко вздохнув, наклонил голову свою и начал плакать.

Тогда Таисия спросила старца:

— Честный отец! О чем ты плачешь?

Старец же отвечал ей:

— Я вижу, как сатана играет на лице твоем; как же мне не плакать? Почему ты не хотела иметь своим женихом Господа нашего Иисуса Христа, Жениха Пречестного и Бессмертного? Для чего ты презрела чертог Его и отдала себя сатане? Для чего ты поступаешь по скверным делам его?

Услыхав такие слова, Таисия умилилась душою, так как слова старца были для неё как бы стрелою огненною, пронзившею сердце её. Тотчас же в ней явилось отвращение к своей греховной жизни; она стала стыдиться и самой себя, и своих дел греховных.
— Димитрий Ростовский. Жития святых. 10 мая
Таисия спросила у Иоанна, есть ли для неё возможность покаяния, и, получив утвердительный ответ, согласилась следовать за ним. Он повёл её в пустыню, был вечер. Наутро он обнаружил её мёртвой и опечалился: она не успела причаститься и покаяться. Тогда ему был явлен Глас с небес: «Покаяние её, принесенное в один час, для чего приятнее покаяния, продолжающегося долгое время; потому что в последнем случае не бывает у кающихся такой теплоты в сердце». Иоанн совершил погребение Таисии, а вернувшись в монастырь, рассказал инокам о её покаянии.